# Огден (Ајова)
Огден (енгл. Ogden) град је у америчкој савезној држави Ајова. По попису становништва из 2010. у њему је живело 2.044 становника.

## Демографија
Према попису становништва из 2010. у граду је живело 2.044 становника, што је 21 (1,0%) становника више него 2000. године.
| Група             | 2000.         | 2010.         |
| Белци             | 1.997 (98,7%) | 2.002 (97,9%) |
| Афроамериканци    | 1 (0,0%)      | 1 (0,0%)      |
| Азијати           | 2 (0,1%)      | 0 (0,0%)      |
| Хиспаноамериканци | 16 (0,8%)     | 22 (1,1%)     |
| Укупно            | 2.023         | 2.044         |